# مس بریلیم

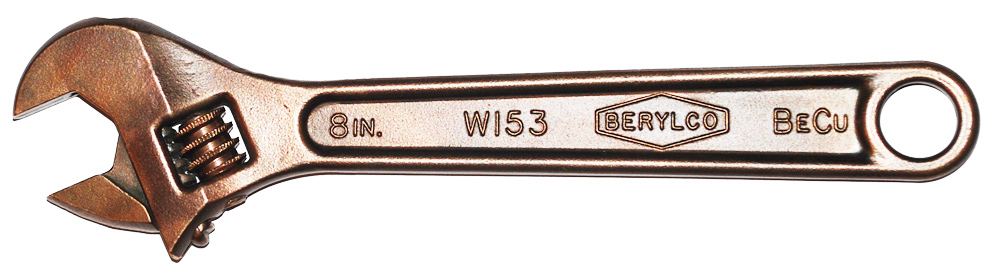
آچار فرانسه ای از جنس برنز بریلیم. حروف BeCu در کنار ابزار به جنس آن اشاره می‌کند.

مس بریلیم (Beryllium copper)، که همچنین به نام‌های بریلیم مس (CuBe)، برنز بریلیم و مس فنری شناخته می‌شود، آلیاژی از مس است که میزان ۰٫۵–۳٪ بریلیم و گاهی اوقات دیگر عناصر آلیاژی در آن وجود دارد. برنز بریلیم خواص منحصر به فردی در خود دارد که از آن می‌توان به استحکام بالا، خواص ضد مغناطیسی و ضد جرقه اشاره کرد. برنز بریلیم خواص بسیار عالی در فرایند فلزکاری، شکل‌دهی و ماشین‌کاری دارد. برنز بریلیم کاربردهای ویژه ای در ساخت ابزارآلات در محیط‌های خطرناک (به دلیل وجود خاصیت ضدجرقه این آلیاژ می‌توان از آن در صنایع معدنکاری، گاز و پتروشیمی استفاده کرد)، ابزارآلات موسیقی، دستگاه‌های اندازه‌گیری دقیق، گلوله تفنگ و هوافضا دارد. به‌طور کلی آلیاژهای بریلیم هنگام ساخت گازهای سمی از خود تولید می‌کنند.

## خواص
برنز بریلیم آلیاژی شکل‌پذیر، با قابلیت جوشکاری و ماشین‌کاری است. این آلیاژ دربرابر انواع اسیدها (به عنوان مثال هیدروکلریک اسید، اسید کربنی و…)، در برابر محصولاتی که باعث تجزیه پلاستیکی می‌شود، در برابر سایش و در برابر گالینگ (متالورژی) مقاوم است. می‌توان آن را به منظور رسیدن به استحکام، ماندگاری و هدایت حرارتی بیشتر عملیات حرارتی کرد. برنز بریلیم بیشتر استحکام را در بین تمام آلیاژهای مس دارد (تا ۱۴۰۰ مگاپاسکال). هدایت الکتریکی و حرارتی برنز بریلیم کاربرد آن در صنایع الکترونیک در جایی که نیاز به انتقال جریان وجود دارد افزایش داده‌است.
| آلیاژ  | چگالی {\displaystyle lb/in^{3}} | مدول الاستیک {\displaystyle 10^{6}psi} | ضریب انبساط حرارتی {\displaystyle in./in./^{\circ }F,70^{\circ }Fto400^{\circ }F} | هدایت حرارتی {\displaystyle Btu/(ft\cdot hr\cdot ^{\circ }F)} | دمای ذوب {\displaystyle ^{\circ }F} |
| ------ | ------------------------------- | -------------------------------------- | --------------------------------------------------------------------------------- | ------------------------------------------------------------- | ----------------------------------- |
| ۲۵ M25 | ۰٫۳۰۲                           | ۱۹                                     | {\displaystyle 9.7\cdot 10^{-}6}                                                  | ۶۰                                                            | ۱۶۰۰–۱۸۰۰                           |
| ۱۶۵    | ۰٫۳۰۴                           | ۱۹                                     | {\displaystyle 9.7\cdot 10^{-}6}                                                  | ۶۰                                                            | ۱۶۰۰–۱۸۰۰                           |
| ۳      | ۰٫۳۱۹                           | ۲۰                                     | {\displaystyle 9.8\cdot 10^{-}6}                                                  | ۱۴۰                                                           | ۱۹۰۰–۱۹۸۰                           |
| ۱۰     | ۰٫۳۱۹                           | ۲۰                                     | {\displaystyle 9.8\cdot 10^{-}6}                                                  | ۱۱۵                                                           | ۱۸۵۰–۱۹۳۰                           |
| ۱۷۴    | ۰٫۳۱۸                           | ۲۰                                     | {\displaystyle 9.8\cdot 10^{-}6}                                                  | ۱۳۵                                                           | ۱۸۸۰–۱۹۶۰                           |

## مسمومیت
در حالت جامد و وقتی که قطعه نهایی از جنس برنز آلومینیوم داشته باشیم این قطعه خطری برای سلامت ندارد. اما گرد و غبار و گازی که داخل آن بریلیم وجود داشته باشد مضر است و باعث ایجاد بیماری ریوی موسوم به بیماری کرم مزمن (Chronic beryllium disease) خواهد شد. این بیماری ابتدا بر روی ریه‌ها تأثیر می‌گذارد و تبادل اکسیژن بین ریه‌ها و رگ‌های خونی را محدود می‌کند. مرکز جهانی تحقیقات سرطان (IARC) بریلیم را در گروه اول سرطان زاها قرار داده‌است. برنامه سم‌شناسی ملی (NTP) آمریکا هم بریلیم را در گروه عناصر سرطان زا قرار داده‌است.
بریلیم به‌طور کلی بر روی دستگاه تنفسی اصلی‌ترین تأثیر را می‌گذارد اما دیگر اعضای بدن نیز از شر این عنصر سرطان زا در امان نیستند. برخی از بیماری‌ها و تأثیرات سلامتی بریلیم بیماری‌های حساسیت بریلیم (Beryllium sensitization) که بدن حساسیت بسیار شدیدی به بریلیوم نشان دهد، سرطان ریه (Lung Cancer) که معمولاً نادر است و اگر هم اتفاق بیفتد از همان نوع سرطانی است که بر اثر استعمال دخانیات و دیگر فاکتورهای مؤثر اتفاق می‌افتد، بیماری بریلیم حاد (Acute Beryllium Disease) و بیماری‌های پوستی است

## کاربردها
برنز بریلیم یک آلیاژ غیر آهنی است که از آن در فنرها، کابل‌های فنری، لود سل و در دیگر موارد کاربردی که نیاز است محصول صنعتی در اثر اعمال تنش و کرنش‌های مکرر دچار تغییر شکل نشود استفاده می‌شود. این آلیاژ توانایی انتقال الکتریسیته بالایی دارد که از همین رو در تماس‌های آمپر پایین در باتری‌ها و دیگر کانکتورها استفاده می‌شود.

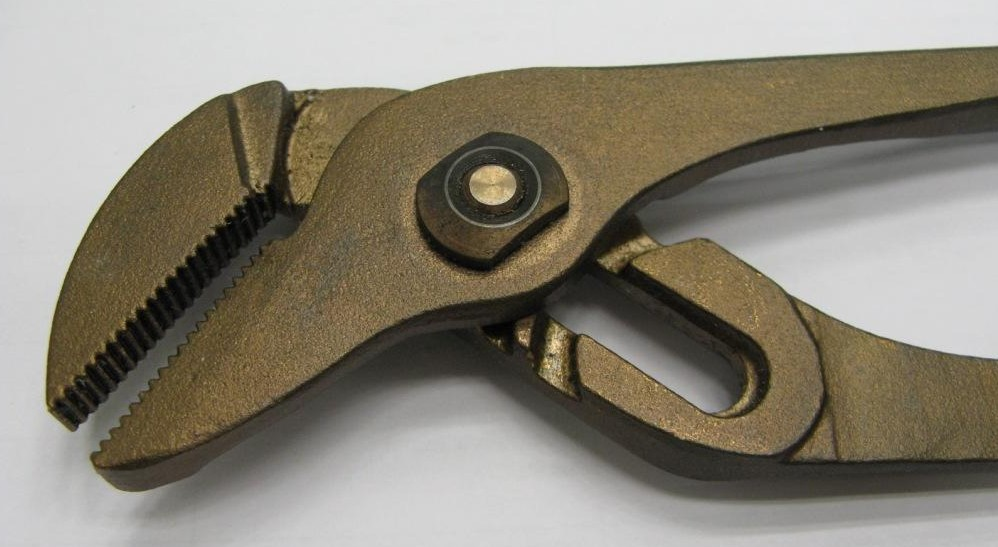
مثالی از یک ابزار ضد جرقه ساخته شده با برنز بریلیم

برنز بریلیم جرقه نمی‌زند ولی از لحاظ فیزیکی چقرمه و ضد مغناطیس است. پیچ گوشتی، آچار، انبر دست، چاقو و دیگر ابزارآلات ساخته شده با برنز بریلیم به دلیل وجود همین خاصیت ضد جرقه بودن در صنایعی که خطرات انفجار در آن بالا است استفاده می‌شود. صنایعی مثل صنایع نفت و گاز، معادن زغال‌سنگ و بالابر غله. آلیاژ جایگزین برنز بریلیم که خاصیت ضد جرقه داشته باشد برنز آلومینیوم است. در مقایسه با ابزارهای فولادی، ابزارهایی که با برنز بریلیم ساخته می‌شوند گران‌تر هستند اما از لحاظ استحکام و ماندگاری نسبت به ابزارهای فولادی ضعف دارند؛ ولی در مصارف ویژه مثل لزوم استفاده در محیط‌های مستعد انفجار از این نقاط ضعف ابزارهای برنز بریلیمی صرف نظر می‌کنند. از برنز بریلیم در ساخت ادوات موسیقی بسیار استفاده می‌شود و لیلی آن نیز تن و رزونانس ثابت این آلیاژ است. از برنز بریلیم در ساخت ادوات جنگی مثل فشنگ‌ها نیز استفاده می‌شود اگرچه از تولید فشنگ فلزی بیشتر هزینه می‌برد و در کل مزیتی نسبت به آن ندارد. کابل‌های برنز بریلیمی در اشکال مختلفی مثل گرد، مربعی، تخت، مستطیلی و حتی به صورت کویل ساخته می‌شوند.

## آلیاژها
آلیاژهای برنز بریلیم (C17200 & C17300) آلیاژهای پیرسختی شده‌ای هستند که بیشترین استحکام ممکن را در بین آلیاژهای مس دارند. ممکن است آن را پس از فرم دادن به اشکالی همچون فنر و دیگر اشکال ظریف و پیچیده پیرسختی بکنند. این باعث بهبود خواص فنری و مقاومت به خوردگی می‌شود.
برنز بریلیم تمپر شده (C17200 & C17300) است که پیر سختی و سپس کار سرد بر روی آن انجام شده‌است. عملیات حرارتی بیشتر برای تنش زدایی بیشتر از یک حد معمول نیازی نیست. این آلیاژ به قدر نیاز شکل‌پذیر است تا بتوان آن را به فرم فنر درآورد. سیم تمپر شده از جنس برنز بریلیم معمولاً در جایی مورد استفاده است که به خواص مخصوص آن نیاز باشد، اما پیر سختی قطعه نهایی معمولاً کاربردی نیست.
آلیاژ برنز بریلیم C17510 و C17500 پیر سختی شده‌اند و قابلیت هدایت الکتریسیته، خواص فیزیکی و استقامت خوبی دارند. این آلیاژها هنگامی استفاده می‌شوند که هدایت الکتریکی خوب و حفظ خواص در دمای بالا اهمیت داشته باشد.
آلیاژهای استحکام بالای برنز بریلیم در حدود ۲٫۷ درصد بریلیم در حالت ریخته‌گری و حدود ۱٫۶–۲ درصد بریلیم و چیزی در حدود ۰٫۳ درصد کبالت در حالت شکل‌دهی دارند. استحکام با پیرسختی حاصل می‌شود. میزان هدایت حرارتی این آلیاژها بین فولادها و آلومینیوم‌ها قرار می‌گیرد. آلیاژهای ریختگی به‌طور مکرر توسط قالب‌های تزریق شکل داده می‌شود. در سیستم نامگذاری ای که توسط (Unified numbering system) نامگذاری شده، آلیاژهای شکل‌دهی شده از C17200 تا C17400 و آلیاژهای ریختگی از C82000 تا C82800 نامگذاری شده‌اند؛ که البته در سیستم نامگذاری آلیاژهای بریلیم به دلیل حجم بسیار پایین تولید سالیانه در جهان معمولاً استانداردی برای نامگذاری این آلیاژها وجود ندارد و هر کمپانی تولیدکننده اسم اختصاصی خود را دارد. فرایند سخت کاری آلیاژ سردکردن سریع آلیاژ آنیل شده‌است که نتیجه آن ایجاد محلول حالت جامد بریلیم در داخل مس است.
آلیاژهای برنز بریلیم دارای هدایت الکتریکی و حرارتی بالا چیزی در حدود ۰٫۷ درصد بریلیم و مقداری نیکل و کبالت هستند. هدایت حرارتی این آلیاژها از آلومینیوم بیشتر و مقداری کمتر از مس خالص است که در صنایع الکتریکی کاربرد دارد.

## تولیدکنندگان
تولیدکنندگان پیشرو در ساخت برنز بریلیم کمپانی‌های Ulba Metallurgical, Le Bronze Industriel, IBC Advanced Alloys, NGK و Brush Wellman هستند. Ulba Metallurgical تولید کنندهٔ آلیاژهای پیشرفتهٔ بریلیم، Le Bronze تولید کنندهٔ مقاطع اکسترود شده و بوش‌ها، IBC مقاطع، لوله‌ها، صفحات، حلقه‌ها و بوش‌ها هستند.